# Aulohalaelurus labiosus
Chien à taches noires
Espèce
Synonymes
- Catulus labiosus Waite, 1905[1]
- Halaelurus labiosus (Waite, 1905)[1]
- Scyliorhinus labiosus (Waite, 1905)[2]
- Squalus maculatus Bloch & Schneider, 1801[1]

Statut de conservation UICN

 LC  : Préoccupation mineure
Répartition géographique
Aulohalaelurus labiosus, communément appelé le Chien à taches noires,, est une espèce de requins de la famille des Scyliorhinidae.

## Systématique
L'espèce Aulohalaelurus labiosus a été initialement décrite en 1905 par Edgar Ravenswood Waite sous le protonyme de Catulus labiosus.

## Description
La femelle peut mesurer jusqu'à 67 cm.

## Distribution
Cette espèce se rencontre dans l'ouest de l'Australie.

## Publication originale
- (en) Edgar R. Waite, « Notes on fishes from Western Australia. No. 3 », Records of the Australian Museum, Sydney, Australian Museum et Shane F. McEvey (d), vol. 6, no 2,‎ 15 septembre 1905, p. 55–82 (ISSN 0067-1975 et 2201-4349, OCLC 1385608, DOI 10.3853/J.0067-1975.6.1905.990, lire en ligne).